# Leschenaultia proseni
Leschenaultia proseni là một loài ruồi trong họ Tachinidae.